# Yelena Migunova
Yelena Serguéyeva Migunova (en ruso: Елена Сергеевна Мигунова; Rusia, 4 de enero de 1984) es una atleta rusa especializada en la prueba de 4x400 m, en la que consiguió ser campeona europea en pista cubierta en 2011.

## Carrera deportiva
En el Campeonato Europeo de Atletismo en Pista Cubierta de 2011 ganó la medalla de oro en los relevos de 4x400 metros, con un tiempo de 3:29.34 segundos, por delante de Reino Unido y Francia (bronce).